# سانشا من قشتالة، ملكة أراغون
سانشا القشتالية (21 سبتمبر 1154/5 - 9 نوفمبر 1208)؛ هي ابنة الوحيدة لوالديها ألفونسو السابع ملك قشتالة وزوجته الثانية ريكولدا البولندية، تزوجت في 18 يناير 1171 من ألفونسو الثاني ملك أراغون، وكان لديهم ثمانية أبناء:-
- كونستانس، تزوجت من إمريك ملك المجر وثم من فريدرش الثاني إمبراطور الروماني المقدس.
- ليونور، تزوجت من ريموند السادس، كونت تولوز.[1][2][3]
- بيدرو الثاني، خليفته.
- دولسي، راهبة.
- ألفونسو الثاني، كونت بروفانس.
- فرناندو.
- ريموند برانجيه.
- سانشا، تزوجت من ريموند السابع، كونت تولوز.